# Ricardo Ten Argilés
Ricardo Ten Argilés, né le 11 août 1975 à Valence, est un nageur et paracycliste paralympique espagnol.

## Biographie
Ricardo Ten Argilés est né le 11 août 1975 à Valence. À l'âge de huit ans, il a touché des lignes électriques à haute tension ; ses blessures ont entraîné l'amputation de ses bras et de sa jambe gauche.

### Natation
En 2007, Ricardo Ten Argilés participe à l'IDM German Open. Il participe aux championnats du monde de natation adaptée de 2010 aux Pays-Bas, où il remporte une médaille d'or, une médaille d'argent et une médaille de bronze,. Avant la compétition, il prend part à un camp de natation avec l'équipe nationale espagnole qui fait partie du Programme paralympique de haute performance (Programme HARP). En 2010, il participe à l'Open International de Tenerife. Il prend part aux Championnats d'Europe de natation IPC 2011 à Berlin, en Allemagne, terminant cinquième au 50 mètres papillon. En 2012, il nage aux championnats paralympique de natation d'Espagne par communautés autonomes. Il participe aux Championnats du monde de natation IPC 2013.

### Jeux paralympiques
Il participe aux Jeux paralympiques d'été de 1996, de 2000, de 2008, de 2012 et  de 2024. En 1996, il termine deuxième au 100 mètres brasse et troisième au relais 4 x 50 mètres 20 points quatre nages. En 2000, il termine premier au 100 mètres brasse et premier au relais 4 x 50 mètres 20 points quatre nages. En 2008, il termine premier au 100 mètres brasse. En 2012, il termine troisième au 100 mètres brasse. Le 12 août 2023, il remporte le championnat du monde de cyclisme dans la catégorie C1 ; une partie de son prix est une montre-bracelet. Il a ensuite remporté une médaille de bronze dans la poursuite masculine C1 aux Jeux paralympiques d'été de 2024, le 29 août 2024.

## Palmarès handisport

### Jeux paralympiques
- Jeux paralympiques d'été de 1996 à Atlanta  États-Unis
  -  Médaille d'argent du 100 m brasse SB4
  -  Médaille de bronze du relais 4 × 50 m quatre nages S1–6

- Jeux paralympiques d'été de 2000 à Sydney  Australie
  -  Médaille d'or du 100 m brasse SB4
  -  Médaille d'or du relais 4 x 50 m quatre nages 20Pts

- Jeux paralympiques d'été de 2008 à Pékin  Chine
  -  Médaille d'or du 100 m brasse SB4
  -  Médaille de bronze du relais 4 x 50 m quatre nages 20Pts

- Jeux paralympiques d'été de 2012 à Londres  Royaume-Uni
  -  Médaille de bronze du 100 m brasse SB4

- Jeux paralympiques d'été de 2021 à Tokyo  Japon
  -  Médaille de bronze du sprint par équipes mixte C1-5

- Jeux paralympiques d'été de 2024 à Paris  France
  -  Médaille d'or du contre-la-montre C1
  -  Médaille d'argent du sprint par équipes mixte C1-5
  -  Médaille de bronze de la poursuite C1